# Exagium
Exagium (łac. ważenie, próba wagi) – metalowy ciężarek, najczęściej z brązu, stosowany w Bizancjum do ważenia monet. 
Exagia miały prostokątny lub okrągły kształt, były zdobione napisami i wzorami rytymi lub inkrustowanymi, także monogramami cesarzy lub dygnitarzy. Umieszczano na nich również popiersia i postaci świętych.
Exagia były bite przez państwowe mennice. Za ich fałszowanie lub podrabianie groziły bardzo surowe kary. W systemach, w których wartości i relacje monet zależały od ich wagi (oprócz zawartości kruszcu), występowała konieczność istnienia możliwości częstego i pewnego pomiaru. 